# Maquila-Erlass
Der Maquila-Erlass (Decreto para el Fomento y Operación de la Industria Maquiladora de Exportación) ist eine Verordnung der Regierung von Mexiko aus dem Jahr 1989, mit der industrielle Auslandsinvestitionen für die sogenannten Maquiladoras (steuerbegünstigte Produktionsstätten) in unterentwickelten Regionen Mexikos geregelt werden. Der Erlass wurde mehrfach adaptiert, zuletzt im Jahr 2010 und trägt derzeit die Bezeichnung Decreto para el Fomento de la Industria Manufacturera, Maquiladora y de Servicios de Exportación.
Die Entwicklung der Maquila-Industrie geht bereits auf die späten 1960er-Jahre zurück, als europäische und US-Textilunternehmen in Mexikos armen Nordprovinzen zunehmend Niederlassungen gründeten. In deren Gefolge sind ab 1970 analoge Wirtschaftszweige auch in mehreren Staaten Mittelamerikas entstanden. 
Der Maquila-Erlass ist Teil eines Wirtschaftsprogramms zur Förderung von Direktinvestitionen im Grenzgebiet Mexiko-USA und ist im "Bancomext Mexican Showroom" näher beschrieben. Er gibt Auslandsunternehmen und internationalen Konzernen weitgehende Niederlassungsfreiheit bei der Gründung von Montage-Fabriken in Gebieten ihrer Wahl, ist aber vorwiegend für Sonderwirtschaftszonen gedacht. Die Unternehmen können ihre Produktionsanlagen und Rohstoffe zollfrei einführen, müssen sie aber zu einem späteren Zeitpunkt wieder außer Landes bringen. Daher werden hauptsächlich Güter und Halbfertigwaren für den Export produziert.
Die an den Staat abzuführenden Steuern und sonstigen Abgaben sind sehr gering, um Investitionsanreize zu bieten. Spezielle Genehmigungen sind nur für Schusswaffen und für Radioaktives Material erforderlich. Die Regelungen sind so weit gefasst, dass sie z. B. EDV-Tätigkeiten erlauben, die in keinem Zusammenhang mit der Produktion stehen.
Die Regelungen werden daher zunehmend kritisiert, wozu auch Probleme der Umweltverschmutzung – insbesondere am Rio Grande – beitragen. Sozialpolitisch tätige NGOs wie das kanadische Maquila Solidarity Network und verschiedene christliche Organisationen sind bestrebt, die auch in Zentralamerika boomende Maquila-Industrie zur Einhaltung sozialer und arbeitsrechtlicher Mindeststandards zu bewegen.